# Agencja Pinkertona
Pinkerton (pierwotnie: Pinkerton National Detective Agency) – amerykańskie przedsiębiorstwo zajmujące się ochroną mienia i osób (prywatna agencja ochrony) oraz wykonujące usługi detektywistyczne, założone w 1850 roku przez Allana Pinkertona. Sam założyciel stał się rozpoznawalny, kiedy odkrył spisek mający na celu zamordowanie prezydenta elekta Abrahama Lincolna. Apogeum działalności agencji przypada na lata 80. XIX w., kiedy miała ona mieć większą liczbę ludzi niż ówczesna armia amerykańska. Sprawiło to, że m.in. stan Ohio zakazał jej działalności na swoim terytorium, obawiając się, że może być ona użyta jako prywatna armia.
W czasie strajków robotniczych w XIX w. właściciele fabryk wynajmowali pinkertonów, żeby ci uniemożliwiali wstęp do ich zakładów strajkującym i działaczom związkowym. Najsłynniejszym przykładem takiej akcji był tzw. Homestead Strike w 1892 roku, gdy pracownicy agencji, pacyfikując strajkujących, zabili dziewięciu hutników, tracąc przy tym siedmiu agentów. Znakiem firmowym agencji było oko i napis „Nigdy nie śpimy” („We never sleep”). Pracownicy agencji Pinkertona pełnili także rolę straży w zamieszkach w kopalniach węgla i żelaza oraz przy strajkach kolejarzy (1877).
Obecnie przedsiębiorstwo Pinkerton działa jako oddział firmy Securitas AB.

## Początki
W pierwszej połowie lat 50. XIX wieku Allan Pinkerton razem z Edwardem Ruckerem utworzyli w Chicago North-Western Police Agency, przemianowaną później na Pinkerton National Detective Agency. Do jej powstania przyczyniło się zapotrzebowanie, które zgłaszali prywatni przedsiębiorcy, a w szczególności właściciele linii kolejowych.

## Praca dla rządu federalnego

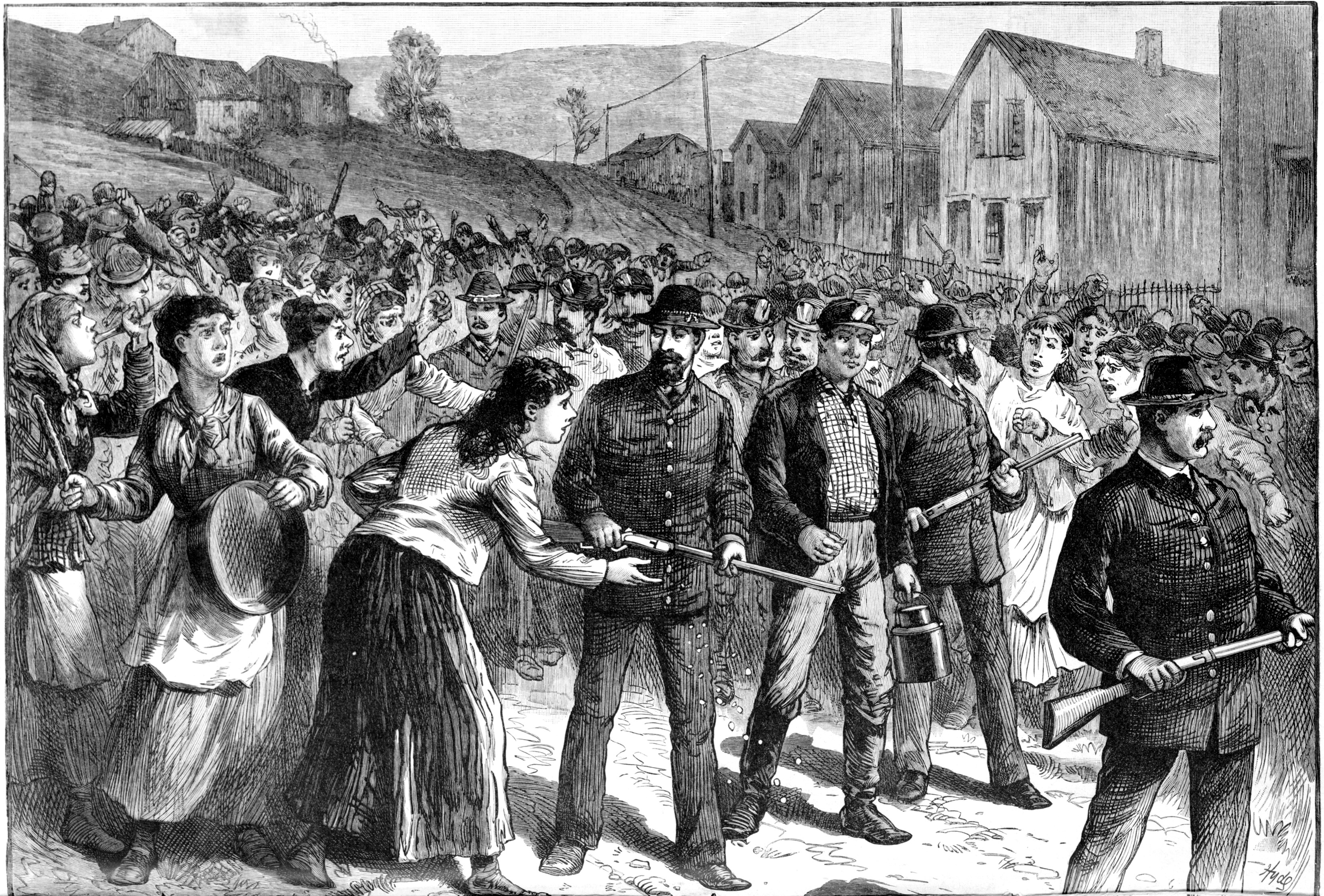
Strażnicy Pinkertona eskortujący łamistrajków w Buchtel w Ohio (1884)

W 1871 roku Kongres Stanów Zjednoczonych wyasygnował kwotę 50 tys. USD dla nowo utworzonego Departamentu Sprawiedliwości; suma ta miała być użyta na „wykrywanie i oskarżanie osób pogwałcających prawa federalne”. Pieniądze te okazały się niewystarczające do realizacji powierzonych zadań, dlatego też Departament Sprawiedliwości zdecydował, że zawierane będą umowy na wykonywanie pewnych usług przez podmioty prywatne, takie jak m.in. agencja Pinkertona.

## Molly Maguires
W latach 70. XIX w. Franklin B. Gowen, ówczesny prezes kolei Philadelphia and Reading Railroad, wynajął agencję w celu inwigilacji związków zawodowych działających w kopalniach należących do Gowena. Jeden z agentów, James McParlan, zinfiltrował tajną organizację Molly Maguires, posługując się pseudonimem James McKenna, i doprowadził do jej upadku. Incydent ten stał się inspiracją dla Arthura Conana Doyle’a, który wykorzystał go w ostatniej powieści o przygodach Sherlocka Holmesa – Dolina trwogi (1915).

## Strajk Homestead
W czasie strajku Homestead, który miał miejsce 6 lipca 1892 roku, przybycie 300 pinkertonów z Nowego Jorku i Chicago wywołało gwałtowne starcia, w których zginęło 16 osób, musiano także wezwać dwie brygady milicji stanowej.

## Morderstwo Steunenberga i proces
Kiedy policja stanowa z Idaho aresztowała górnika Alberta Horsleya, zeznał on agentowi Jamesowi McParlandowi, że w 1905 roku dokonał zamachu na gubernatora stanu Idaho, Franka Steunenberga, który wtedy zginął. W szeroko nagłośnionym procesie Orchard został skazany na dożywocie, ale później wyrok złagodzono.

## Działalność na Dzikim Zachodzie i konkurencja
Agenci Pinkertona byli wynajmowani w celu tropienia banitów i przestępców grasujących na Dzikim Zachodzie, takich jak m.in.: Jesse James, bracia Reno oraz gang „Wild Bunch” (do którego należeli: Butch Cassidy i Sundance Kid).
Konkurencyjną działalność prowadziła także przedsiębiorstwo Thiel Detective Service Company (z siedzibą w Saint Louis), które założył były pracownik Pinkertona, G.H. Thiel. Siedziby należącej do niego agencji mieściły się m.in. w Nowym Jorku i Portland.
W 1910 roku były agent Secret Service, William J. Burns, założył Burns Detective Agency. Do 1915 roku Burns miał 20 biur na terenie Stanów Zjednoczonych oraz jedno w Londynie.

## Przejęcie
W 1999 roku Securitas przejął Pinkerton’s, Inc., tworząc północnoamerykańską platformę. Było to największe przejęcie w historii szwedzkiego przedsiębiorstwa. Rok później Securitas nabył kilka innych amerykańskich firm ochroniarskich, m.in. Burns International. W lipcu 2003 roku połączone amerykańskie przedsiębiorstwa przyjęły nazwę Securitas Security Services USA, Inc. Jest to jedno z największych przedsiębiorstw tego typu na świecie.

## Pinkerton w Polsce
W 2016 roku Pinkerton Inc. wykupił IBBC Group, polską firmę działającą w obszarze zarządzania ryzykiem biznesu, tym samym rozpoczynając oficjalnie działalność na polskim rynku usług z zakresu bezpieczeństwa. Pierwszym dyrektorem Pinkerton w Polsce został Bartosz Pastuszka, licencjonowany detektyw oraz wykładowca na Uniwersytecie Warszawskim. 
Według magazynu „Vice”, w 2020 roku Amazon zatrudnił szpiegów Pinkertona, którzy zostali oddelegowani do wrocławskiego oddziału firmy w celu zbadania zarzutów, że kierownictwo udzielało kandydatom do pracy wskazówek, jak przeprowadzać rozmowy kwalifikacyjne, a być może nawet przeprowadzało cały proces za nich.

## W kulturze
- Główny bohater serialu Detektyw Pchełka na tropie jest pracownikiem firmy o nieprzypadkowo podobnej nazwie: Agencja Finkertona.
- Główny bohater gry BioShock Infinite, Booker DeWitt, jest byłym pinkertonem.
- W grach Red Dead Redemption i Red Dead Redemption II Andrew Milton i Edgar Ross z Agencji Pinkertona tropią gang Dutcha van der Lindego i jego ocalałych członków.
- W serialu 1883, jeden z głównych bohaterów- Shea Brennan (grany przez Sama Elliotta), jest wysokiej rangi przedstawicielem Agencji Pinkertona.